# Kléber Piot
Kléber Piot (Eaubonne, 18 ottobre 1920 – Enghien-les-Bains, 5 gennaio 1990) è stato un ciclista su strada e ciclocrossista francese.
Professionista dal 1944 al 1952 vinse una edizione del Critérium national.

## Carriera
Ciclista molto solido seppe mettersi in luce nelle più importanti corse francesi, sia in linea che a tappe, e non solo.
Nelle corse in linea spicca per importanza il terzo posto nella Parigi-Roubaix del 1945, ed in quelle a cronometro il quinto al Grand Prix des Nations 1944. Per quanto riguarda le brevi corse a tappe salì sul podio del Tour de Romandie nel 1950, della Parigi-Nizza e del Tour du Maroc nel 1951.
Prese parte a tre edizioni del Tour de France ottenendo come miglior risultato il sesto posto nel 1950, quando era nella squadra dell'Île-Nord-Est.
Conseguì medaglie ai Campionati nazionali sia su strada, fu terzo nel 1946, sia nella specialità del ciclocross, tre volte secondo (1942, 1944, 1945, 1946), due volte terzo (1941, 1950).

## Piazzamenti
- 1942 (Dilettanti, una vittoria)

Circuit des Aiglons
- 1943 (Dilettanti, una vittoria)

Parigi-Tours Espoirs
- 1944 (Dilecta, una vittoria)

Tour de Paris (Corsa a cronometro)
- 1946 (Dilecta, una vittoria)

Classifica generale Critérium national
- 1947 (Métropole, tre vittorie)

Prix de Guidon Agenais (con Louis Caput)
2ª Circuit des villes d'eaux d'Auvergne
Classifica generale Circuit des villes d'eaux d'Auvergne
- 1949 (La Perle, una vittoria)

Grand Prix de Bort-Les-Orgnes
- 1951 (Automoto/Fiorelli, una vittoria)

2ª tappa Tour du Maroc

### Grandi giri
- Tour de France

1947: 25º
1948: 13º
1950: 6º

### Classiche monumento
- Milano-Sanremo

1949: 9º
- Giro delle Fiandre

1946: 7º
- Parigi-Roubaix

1944: 77º
1945: 3º
1946: 13º

### Competizioni mondiali
- Campionati del mondo

Zurigo 1946 - In linea: ritirato